# Асамблея народу Казахстану

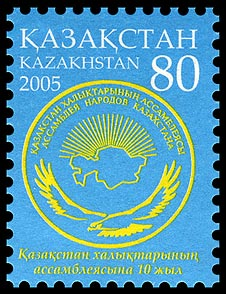
Поштова марка Казахстану, присвячена 10-річчю Асамблеї (на марці вказана стара назва).

Асамблея народу Казахстана — консультативно-нарадчий орган при Президенті Казахстану, метою даного органу передбачається співпраця в розробці та реалізації державної національної політики. «Асамблея народів Казахстану» (первинна назва) створена за ініціативи президента Назарбаєва 1 березня 1995 р., та перейменована в 2007 р. З 2016 р. цей день відмічається як свято — День подяки.
Згідно Закону Республіки Казахстан «Про Асамблеї народу Казахстану» Першому Президенту Республіки Казахстан — Лідеру Нації належить право довічно очолювати Асамблею народу Казахстану.
19 січня 2022 року Парламент Казахстану на пленарному засіданні схвалив законопроєкт, який передбачає скасування довічного головування першого президента Казахстану Нурсултана Назарбаєва в Асамблеї народу Казахстану та Раді безпеки країни.

## Цілі і завдання
- Рівність прав і свобод громадян республіки, незалежно від раси, національності, мови, ставлення до релігії, приналежності до соціальних груп
- Всебічний розвиток національних культур, мов та традицій народів Казахстану
- Розширення інтеграційних зв'язків з міжнародними організаціями
- Формування казахстанської ідентичності шляхом консолідації етносів Казахстану
- Формування і поширення ідей духовної єдності, зміцнення і збереження дружби народів і міжнаціональної злагоди

Діяльність Асамблеї спрямована на вирішення наступних завдань:
- Сприяння збереженню в республіці міжнаціональної та міжконфесійної злагоди, стабільності в суспільстві
- Вироблення пропозицій щодо проведення державної політики, що сприяє розвитку дружніх відносин між представниками національностей, які проживають на території Казахстану, сприяння їх духовно-культурному відродженню і розвитку на основі дотримання принципу рівноправності
- Формування політичної культури громадян, що спирається на цивілізовані і демократичні норми
- Забезпечення обліку різноманітних національних інтересів у проведеній державою національної політики
- Пошук компромісів для вирішення в суспільстві соціальних суперечностей

## Організація
Головою Асамблеї народу Казахстану за посадою є президент Казахстану — Нурсултан Назарбаєв. Голова Асамблеї визначає і затверджує основні напрямки діяльності Асамблеї. Голова асамблеї має двох заступників. Заступник голови асамблеї призначається на підставі рекомендацій Ради Асамблеї актами Президента Республіки Казахстан. Сесії Асамблей скликаються Головою Асамблеї. Дата, місце проведення та передбачувана порядок денний сесії Асамблеї оголошуються за місяць до початку її роботи. Сесія скликається не рідше одного разу на рік. В даний час Асамблея має в своєму складі 394 члена.
Склад Асамблеї формує Голова Асамблеї з числа представників національно-культурних та інших громадських об'єднань, а також інших осіб з урахуванням їх авторитету в суспільстві, суспільно-політичної активності.
У кожній області Казахстану існують малі Асамблеї народу Казахстану і є консультативно-дорадчими органами при  Акимів (Міський голова)
Сесії Асамблеї скликаються Головою Асамблеї. Дата, місце проведення та передбачувана порядок денний сесії Асамблеї оголошуються за місяць до початку її роботи. Сесія скликається не рідше одного разу на рік. Позачергова сесія Асамблеї скликається Головою Асамблеї за власною ініціативою або на прохання не менше однієї третини від загального числа членів Асамблеї та проводиться в місячний строк з дня прийняття рішення.
Кандидати в члени Асамблеї народів Казахстану висуваються рішеннями сесій малих асамблей за пропозиціями національно-культурних центрів, а від регіональних і республіканських громадських об'єднань рекомендуються рішеннями їх вищих органів.